# Ecteinascidia flora
Ecteinascidia flora is een zakpijpensoort uit de familie van de Perophoridae. De wetenschappelijke naam van de soort is voor het eerst geldig gepubliceerd in 1952 door Kott.